# Treife
Treife of trefa (Hebreeuws: טרפה, lett. ‘verscheurd’ [als prooi]) verwijst naar voedsel en andere gebruiksvoorwerpen die volgens het jodendom ongeoorloofd zijn en betekent onrein, niet koosjer, verboden of taboe.
Via het Jiddisch is het begrip in het Bargoens, het Nederlands en ook in het Engels (o.a. trayf) beland. Buiten de oorspronkelijke betekenis heeft “treife” in brede zin de betekenis gekregen van ongunstig, oneerlijk, verdacht of onreine waar.

## Toraverbod
In Sjemot (Exodus) 22:30 staat geschreven: ...op het veld verscheurd vlees mogen jullie niet eten. De rabbijnen hebben van dit Bijbelse verbod afgeleid dat elk dier of gevogelte met aangetaste organen of ledematen wegens aangeboren afwijking, ziekte of toegebrachte wonden treife en aldus niet koosjer is. Dus zelfs wanneer een koosjer dier op koosjere wijze wordt geslacht, zou het vlees toch treife zijn als bepaalde gebreken in het dier worden gevonden. Te denken valt aan letsels, snijwonden, gebroken ledematen, ontbrekende of doorboorde organen en dergelijke gebreken.
Alhoewel treife oorspronkelijk dus specifiek sloeg op het vlees van dieren met bepaalde afwijkingen, worden vandaag de dag met de term treife alle niet-koosjere producten aangeduid.